# Александр (Похвалинский)
Архиепископ Александр (в миру Александр Андреевич Похвалинский; 4 марта 1865, село Хохлома, Хохломской волости Семёновского уезда Нижегородской губернии — 11 декабря 1937, Горький) — епископ Русской православной церкви, архиепископ Богородский, викарий Нижегородской епархии.

## Биография
Родился 4 марта 1865 года в селе Хохлома Хохломской волости Семёновского уезда Нижегородской губернии в семье диакона. Крещён 7 марта того же года в церкви Рождества Пресвятой Богородицы села Хохлома.
В 1880 года окончил Нижегородское духовное училище. В 1886 году окончил Нижегородскую Духовную семинарию. Псаломщик Владимирского храма (Канавино) в Нижнем Новгороде.
21 сентября 1886 года назначен псаломщиком Владимирской (Канавинской) церкви Нижнего Новгорода.
28 февраля 1889 года возведён в сан иерея и назначен к Успенской церкви села Александровского Сергачского уезда Нижегородской епархии. В 1893 году овдовел.
В сентябре 1901 года назначен священником Преображенского кафедрального собора в Кремле Нижнего Новгорода. 7 апреля 1905 года награждён камилавкой.
19 марта 1909 года награждён наперсным крестом, от Святейшего Синода выдаваемым.
В 1917 году назначен благочинным нижегородских соборов и домовых церквей. 14 июня того же года награждён саном протоиерея.
27 декабря 1918 года назначен настоятелем Спасского Староярмарочного собора Нижнего Новгорода.
16 июня 1922 года архиепископ Нижегородский Евдоким (Мещерский) подписал «Меморандум трёх», в котором признали каноничность обновленческого Высшего церковного управления и призвали свою паству и всю Русскую православную церковь подчиниться ему. Протоиерей Александр Похвалинский последовал за своим правящим архиереем.
29 июня 1922 года в Нижнем Новгороде, приняв рясофор, хиротонисан во епископа Павловского, викария Нижегородской епархии. Хиротонию совершили: архиепископ Евдоким (Мещерский), епископ Варнава (Беляев) и епископ Поликарп (Тихонравов).
25 августа (7 сентября) 1923 года принят Патриархом Тихоном в общение с Церковью.
12 апреля 1925 года подписал акт о передаче высшей церковной власти митрополиту Крутицкому Петру (Полянскому).
26 сентября 1929 года назначен епископом Богородским, викарий Нижегородской епархии с поручением временно управлять Горьковской епархией за постоянным отсутствием митрополита Горьковского Сергия (Страгородского), который будучи заместителем Патриаршего Местоблюстителя, находился в Москве. Жил в Горьком.
2 октября 1932 года назначен епископом Подольским, викарием Московской епархии с возведением в сан архиепископа.
С 20 октября 1932 года — архиепископ Богородский, викарий Нижегородской епархии. Проживал в Богородске.
В апреле 1933 года награждён правом ношения креста на клобуке.
11 февраля 1934 года, согласно прошению, освобожден от управления Горьковской епархией с оставлением архиепископом Богородским.
8 мая 1934 года направил Заместителю Патриаршего Местоблюстителя митрополиту Сергию (Страгородскому) рапорт, в котором поздравлял его с возведением в достоинство митрополита Московского и Коломенского с правом ношения двух панагий, при этом добавив такие слова «выразивши Вам нелицемерную радость, в то же время я глубоко скорблю, что это неожиданное для нас возвышение Ваше лишает нас возможности иметь Вас непосредственно руководителем, по слову Божию ангелом, Горьковской (Нижегородской) Церкви, наставником и учителем для верующих, ласковым отцом, любвеобильнейшим и мудрым, добрым советником всем, кто когда имел нужду до Вас. Особенно большое лишение буду чувствовать лично я… епископ, который всегда нуждался и пользовался Вашим руководством».
3 ноября 1937 был арестован в Богородске. По одному делу с ним были арестованы девять священников, три дьякона и староста из Нижнего Новгорода. 2 декабря тройкой при УНКВД СССР по Горьковской области приговорён к расстрелу за то, что якобы был «активным членом Горьковской церковно-фашистской, шпионско-повстанческой организации».
Расстрелян 11 декабря 1937 года в Горьком.
Определением Военного трибунала Московского военного округа от 18 марта 1957 года реабилитирован по 1937 году.